# Загибель «Титана», або Марність
Загибель «Титана», або Марність (англ. The Wreck of the Titan: Or, Futility) — фантастична повість американського письменника Моргана Робертсона, яка вважається твором-пророцтвом загибелі судна «RMS Titanic».

## Історія
Вперше повість було опубліковано під назвою «Марність» (англ. Futility) у 1898 році, однак спочатку не набула популярності серед читачів. Після катастрофи «Титаніка» 15 квітня 1912 року твір, написаний за 14 років до трагедії, сколихнув світову громадськість схожістю сюжету до історії справжнього океанського лайнера. В подальшому новела видавалася під новою назвою «Загибель «Титана», або Марність».

## Сюжет
У Британії побудовано найбільший та найвеличніший океанський лайнер під назвою «Титан». Його творці назвали його непотоплюваним та найбезпечнішим судном у світі. Надзвичайна впевненість у тому, що судно ніколи не затоне і не зазнає аварії, притягнула за собою нестачу рятувальних шлюпок. Судно було розкішним, тому було популярне серед багатіїв, які подорожували між Європою та Америкою, на трансатлантичному маршруті між якими працював «Титан».
Під час одного з рейсів з Нью-Йорка до Ліверпуля у Північній Атлантиці судно зіткнулося з айсбергом, який опинився на його шляху. Незважаючи на впевненість у непотоплюваності, «Титан» ішов на дно. Через нестачу шлюпок із 2 500 пасажирів лайнера врятувалося лише 13.
Для окремих героїв твору із затопленням судна пригоди не закінчилися. Вони опинилися на тому ж таки фатальному айсбергу, з якого їм теж потрібно було знайти порятунок.

## Подібність з історією «Титаніка»
| Дані                                                 | Титан                                           | Титанік                                         |
| Країна судна                                         | Велика Британія                                 | Велика Британія                                 |
| Довжина / м                                          | 244                                             | 269                                             |
| Матеріал корпусу                                     | Сталь                                           | Сталь                                           |
| Гребні гвинти / кількість                            | 3                                               | 3                                               |
| Потужність / кінські сили                            | 75 000                                          | 46 000                                          |
| Водотоннажність / т                                  | 70 000                                          | 52 310                                          |
| Щогли / кількість                                    | 2                                               | 2                                               |
| Водонепроникні перегородки між відсіками / кількість | 19                                              | 16                                              |
| Димові труби / кількість                             | 4                                               | 4                                               |
| Рятувальні шлюпки / кількість                        | 24 (недостатньо)                                | 20 (недостатньо)                                |
| Маршрут                                              | Нью-Йорк → Ліверпуль                            | Саутгемптон → Нью-Йорк                          |
| Місце катастрофи                                     | Північна Атлантика, за 400 nm від Ньюфаундленда | Північна Атлантика, за 400 nm від Ньюфаундленда |
| Час події: місяць/період доби                        | Квітень/близько півночі                         | Квітень/близько півночі                         |
| Причина катастрофи                                   | Зіткнення з айсбергом                           | Зіткнення з айсбергом                           |
| Борт зіткнення                                       | Правий                                          | Правий                                          |
| Швидкість руху при зіткненні/ вузли                  | 25                                              | 22,5                                            |
| Люди на борту / кількість                            | 2 500                                           | 2 200                                           |
| Врятовані / кількість                                | 13                                              | 710                                             |